# Color (banda)
COLOR fue una banda japonesa formada por el vocalista Dynamite Tommy, el fundador de la discográfica Free-Will. Son considerados como una de las bandas propulsoras del Visual kei. Tras lanzar varios álbumes en Nippon Crown, incluyendo el álbum Ask the Angels, Extremism, y Color Live! Shock Treatment & Rebirth, la banda volvió a sus raíces indies para sus lanzamientos restantes.

## Miembros
- Dynamite Tommy (Vocalista)
- Tatsuya (Guitarrista)
- Cindy (Guitarrista)
- Marry (Bajista)
- Toshi (Baterista)

## Discografía

### Sencillos
- «Molt Grain» (23 de marzo de 1987)
- «Sandbag Baby I» (23 de noviembre de 1998)
- «Sandbag Baby Ⅱ» (26 de noviembre de 1988)
- «Broken Tavern» (6 de junio de 1989) Oricon Weekly Singles Chart Top Position: 65[6]
- «Back Tonight 5th Moon» (21 de febrero de 1990) Oricon Weekly Singles Chart Top Position: 27[6]
- «Some Become Stranger» (21 de agosto de 1990) Oricon Weekly Singles Chart Top Position: 31[6]
- «The Exhibition» (1991)

### Álbumes
- Gekitotsu - 激突 (1988)
- Fools! Get Lucky!! (1989)
- Ask the Angels (5 de diciembre de 1989) Oricon Weekly Albums Chart Top Position: 16[7]
- Extremism: Best of Color (Mar 16 1991 Best of Album) Oricon Weekly Albums Chart Top Position: 43[7]
- Color Live! Shock Treatment and Rebirth (Aug 21, 1991 Live album) Oricon Weekly Albums Chart Top Position: 98[7]
- Cherry's World (15 de julio de 1992)
- Remind (1992)
- Galaxy (octubre de 1994)